# Twat (Berber)

Twat: Historische Handelsrouten in der Westsahara

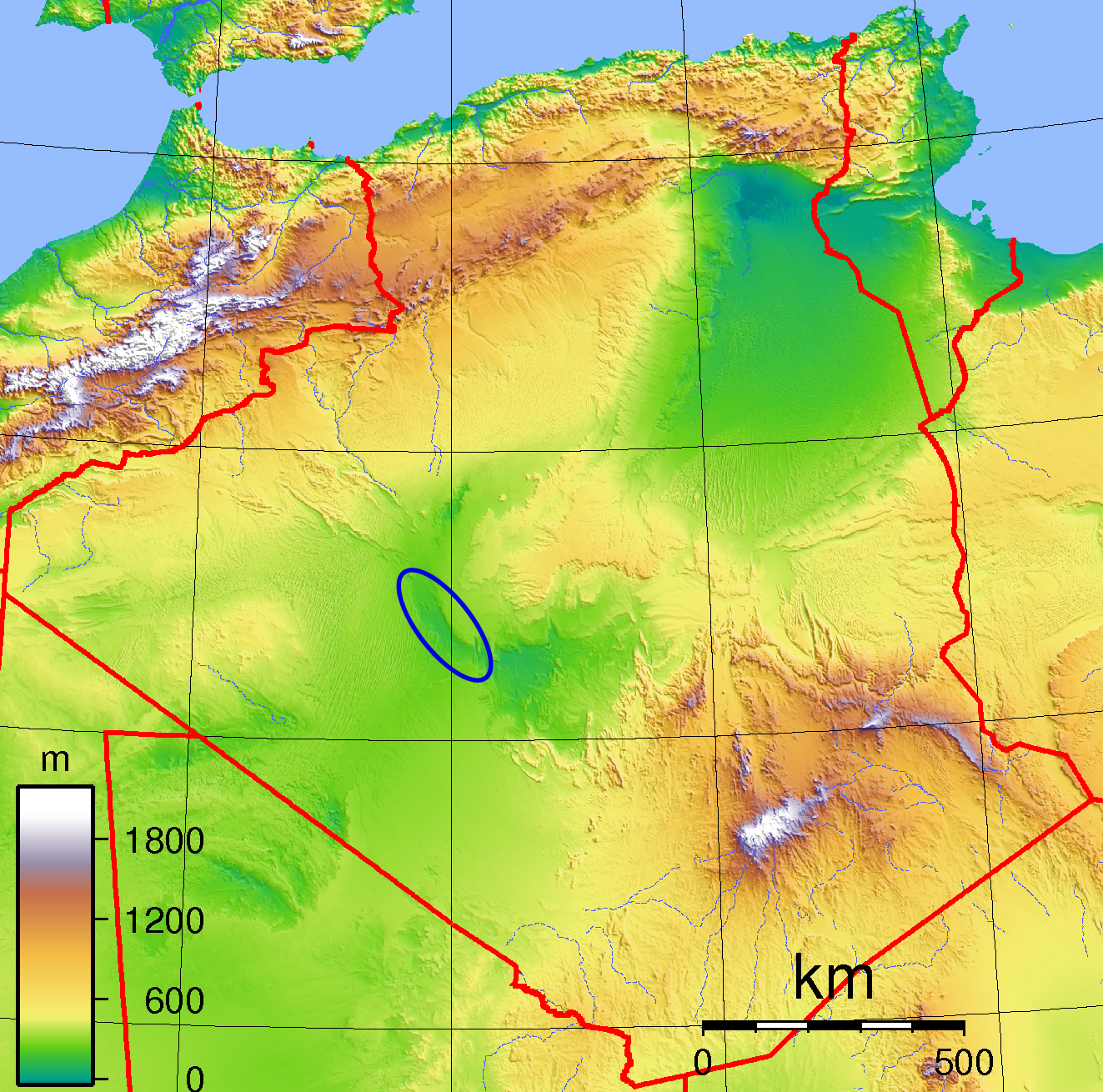
Topographische Karte Algeriens mit Darstellung der Lage des Twat

Twat (auch Tawat, Tuat, Touat, Tamentit; Tifinagh-Schrift ⵜⵓⵡⴰⵜ) ist in der Sprache der Berber die Bezeichnung einer Oasenregion in der Sahara Algeriens, gelegen in der Provinz Adrar.
Tamentit oder Twat war früher auch die Bezeichnung des spirituellen Zentrums des Twats, welches durch den Niedergang eines Meteoriten festgelegt wurde.

## Geographische Lage
Südlich von Timimoun, wo sich alle Karawanenwege von Norden, Westen und Osten auf dem Weg in den Sudan vereinigen, beginnt bei Adrar und Tamantit das Twat. Unter diesem Namen versteht man die Oasen, deren Siedlungen sich an der linken östlichen Seite des Oued Messaoud aneinanderreihen. Die Bevölkerung der einzelnen Oasen ist verschiedenen Ursprungs, zwischen denen traditionell hartnäckige Feindschaften bestehen. Reggane ist die letzte dieser Oasenstädte im Süden. Jenseits dehnt sich die echte Wüste aus, die Nordafrika von Subsahara-Afrika trennt.
Die Nord-Süd Karawanenroute im Gebiet Twat hatte folgende Stationen:
- Fès,
- Tafilet: in Sidschilmasa bestand bis in das 11. Jahrhundert eine Universität.
- Twat, Adrar (Stadt)
- Taghazat
- Taoudenni
- Timbuktu
- Gao

## Geschichte

### Vormoderne Zeit
Als im 2. Jahrhundert nach Christus in der römischen Provinz Kyrenaika 400.000 Juden ermordet wurden, flüchteten einige Überlebende zur Oase Twat und widmeten sich dort unter anderem auch dem Transsaharahandel. Die vielfach durch die Massaker traumatisierte Bevölkerung wirkte für das Gebiet, in welches sie floh, als Kulturträger aus dem Osten. Für den durch sie mitverursachten Siedlungsdruck besaßen sie technische Lösungen, wie etwa die Errichtung von Qanats. In diesem gesellschaftlichen Umfeld entstand der Mythos von der Tuaregkönigin Tin Hinan.
Um 1250 führt die islamische Missionierung durch Al Hassan Addakhil aus Yanbu' al-Bahr zur Ablösung der traditionellen Religion der Berber.
Im Jahr 1447 bereiste der Genuese Antonio Malfante als erster Europäer die Sahararoute durch Twat. Auf Betreiben von Muhammad al-Maghili wurden 1490 die jüdischen Gemeinden von Twat und Gourara durch Pogrome ausgelöscht.
Um die Mitte des 16. Jahrhunderts ließen sich die Aulād Sīdī ʿUmar asch-Schaich, ein Zweig des maurischen Stammesverbands der Kunta, in Touat nieder. Im Jahr 1581 wurde Touat von den Saadiern erobert. Ahmad ar-Raggād, ein Angehöriger der Aulād Sīdī ʿUmar asch-Schaich, gründete 1652 in Touat die Zāwiya der Kunta, die über Jahrhunderte eines der wichtigsten religiösen Zentren des Ortes blieb.

### 19. und 20. Jahrhundert
Der Traité de Lalla-Maghnia vom 18. März 1845 zwischen Sultan Mulai Abd ar-Rahman und Ludwig Philipp von Frankreich ließ die Herrschaft über Twat, Gurara (Timimoun) und Tidikelt (Aoulef) offen.
Bou Ahmed, der Großwesir von Abd al-Aziz von Marokko, ließ im Jahr 1900 den Twat besetzen, da nach seiner Rechtsauffassung der Twat im Traité de Lalla-Marnia Marokko zugeschlagen wurde.
Bis 1901 besetzten französische Truppen die drei Oasen Twat, Gurara und Tidikelt und die Stadt Igli.

„Marokko verliert Territorium, Frankreich erhält die gesamte strittige Region.
Der Sultan weist den Vorschlag der französischen Regierung nach bevorzugten Zolltarifen zurück.
Der Korrespondent der London Times in Fés behauptet, dass die algerisch-marokkanische Grenzfrage befriedigend gelöst wurde, ein Grenzverlauf vereinbart worden sei.
Die marokkanische und die französische Regierung sagten gegenseitige Unterstützung beim Verhindern von Schmuggel und beim Eintreiben von Import und Exportzöllen zu.
Frankreich erhält die von französischen Truppen bereits besetzten Gebiete. Der Sultan wies den Vorschlag der französischen Regierung nach bevorzugten Import- und Export-Zollabgaben an den Grenzstationen zurück und wies darauf hin, dass, wenn solche eingeräumt würden, dies im Gegensatz zu bestehenden Verträgen stünde.
Eine Expedition unter der Leitung von Monsieur Alfred-Aimé Flamant, von welcher behauptet wurde, sie sei wissenschaftlich, die jedoch über eine militärische Eskorte verfügte, kam im Dezember 1899 mit den Bewohnern von Insalah, der Hauptstadt des Distrikts Tidikelt, welcher im Nordosten des Twat liegt, in Konflikt.
Insalah liegt ungefähr 300 Meilen vom südlichsten französischen Militärstützpunkt in Algerien El Meniaa entfernt.
Die Einwohner wurden unterdrückt und Insalah dauerhaft durch französische Truppen besetzt.
Ein Artikel der London Times vom 17. Januar 1900 stellt die Besetzung einer ganzen Reihe von Oasen, welche allgemein als Twat bezeichnet werden, dar.
Von diesen Oasen erhalten die Nomadenstämme der Sahara ihre Hauptnahrungsquelle in Form von Datteln.
Der Twat hat beachtliche Mengen unterirdischer Wasservorkommen und war immer ein Hauptzentrum des Saharahandels.
Im März 1900 errang die französische Armee einen weiteren Sieg, als sie Ingar besetzte, und im folgenden Monat wurde Igli am Oued Saoura-Messaud von einer schlagkräftigen Truppe genommen. Da dieser Ort eine Schlüsselposition auf der Route von Marokko zu den Oasen ist, legte der Sultan mit den Garantiestaaten Protest gegen die Besetzung ein. Er behauptete, dass die Twatregion sich in der marokkanischen Sphäre befinde und dass die französischen Handlungen den Vertrag von 1845 verletzen würden, durch welchen die Grenzen von Marokko und Algerien geregelt würden.
Am 2. Juli 1900 erklärte der Premierminister Frankreichs, Monsieur Pierre Waldeck-Rousseau, dass das vom Sultan beanspruchte Territorium zu Frankreich gehöre. Igli, sagte der Premierminister, war von großer strategischer Bedeutung und die Eisenbahn würde möglicherweise zu diesem Ort geführt.“

Unter französischer Herrschaft wurde eine Straßen- und Eisenbahnverbindung nach Timbuktu gebaut. Das Gebiet wurde als Territoire des oasis sahariennes bezeichnet. Nach der Unabhängigkeit Algeriens wurde die Bahnstrecke nicht mehr instand gehalten.
1956 proklamierte Allal al-Fassi, der Gründer der nationalistischen Istiqlal-Partei, den Anspruch Großmarokkos auf Twat, Béchar und Tindūf. Nach dem Abzug der französischen Truppen aus Algerien ließ Mohammed V. von Marokko den Twat kurz besetzen. Auch heute noch beansprucht Mohammed VI. von Marokko Béchar.
Die algerische Regierung bietet der Frente Polisario in Tindouf Schutz.

## Meteorit von Tamentit

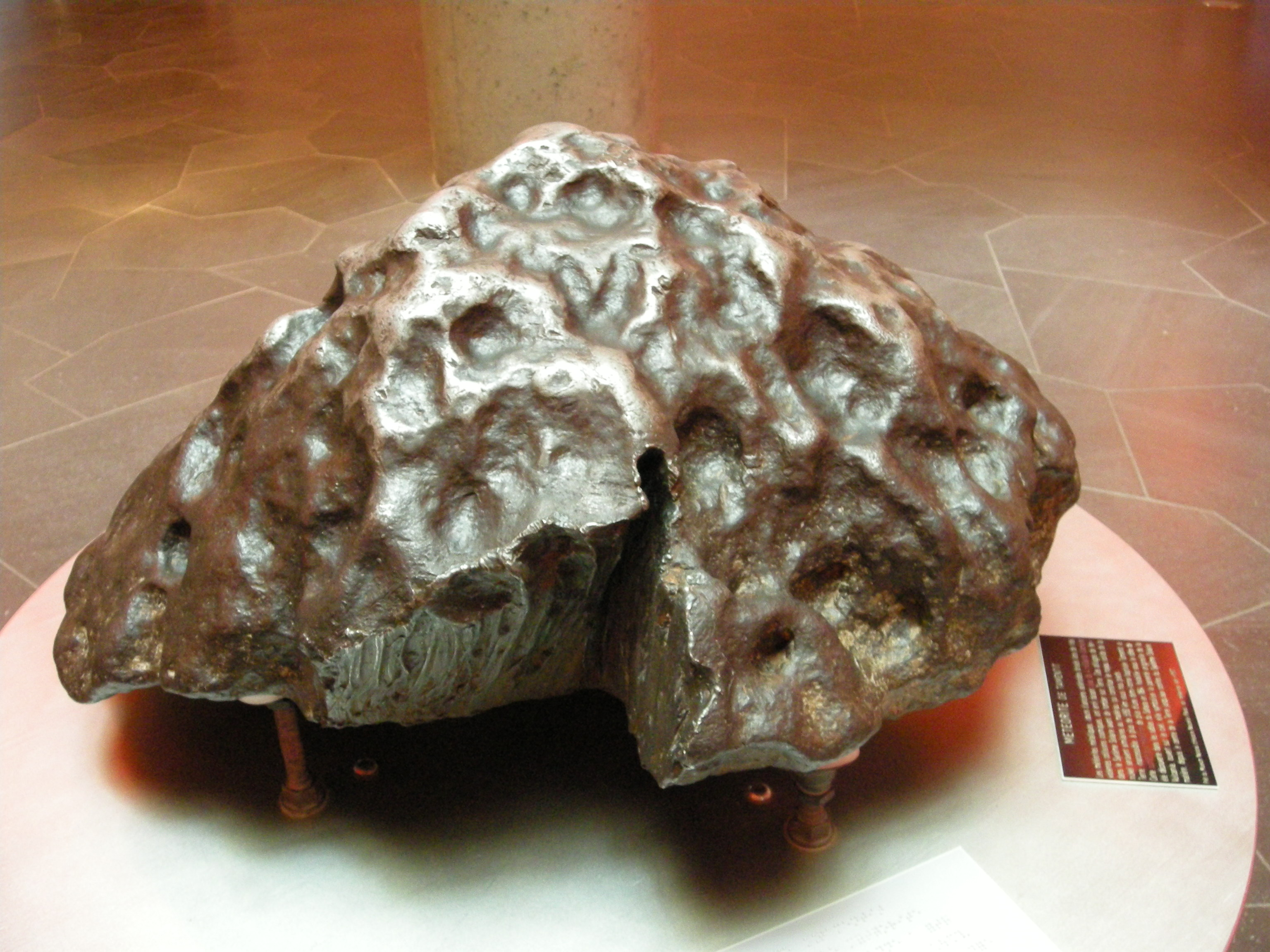
Meteorit von Tamentit, beprobt

Gerhard Rohlfs berichtete über einen Meteoriten, welchen er in der Kasbah von Tamentit 1864 gesehen hatte.
1927 schätzte Antoine Lacroix den Zeitpunkt des Meteoritenniedergangs aufgrund von Erzählungen auf das 14. Jahrhundert. Als Einschlagsort wurde ihm eine zwischen den Orten Noum en Nas (27° 37' N, 0° 13' W) und Tittaf (27° 24' 33" N, −0° 11' 5" O) liegende Stelle (27° 45' N, 0° 10' W) genannt. Am Himmel war der Meteor als golden beobachtet worden, am Einschlagort als silbern und als sich die Hinzugelaufenen nicht über die Eigentumsrechte einigen konnten, erkannten sie, dass es sich um Eisen handelte. Zwischen 1392 und 1413 ließ ihn ein Scheich Ámr 40 km nach Nordnordwesten vor die Moschee von Tamentit bringen.
Nachdem französische Truppen im Rifkrieg 1925 Französisch-Marokko besetzt hatten, wurde der Meteorit 1927 ins Muséum national d’histoire naturelle gebracht, wo er noch 510 kg Masse auf die Waage brachte, nachdem Lacroix eine Probe genommen hatte.
In Tamentit wurde außerdem eine Stele aus dem Jahr 1390 mit einer hebräischen Inschrift über Mimoun ben Shmouel, ben Braham, ben Kouby gefunden.

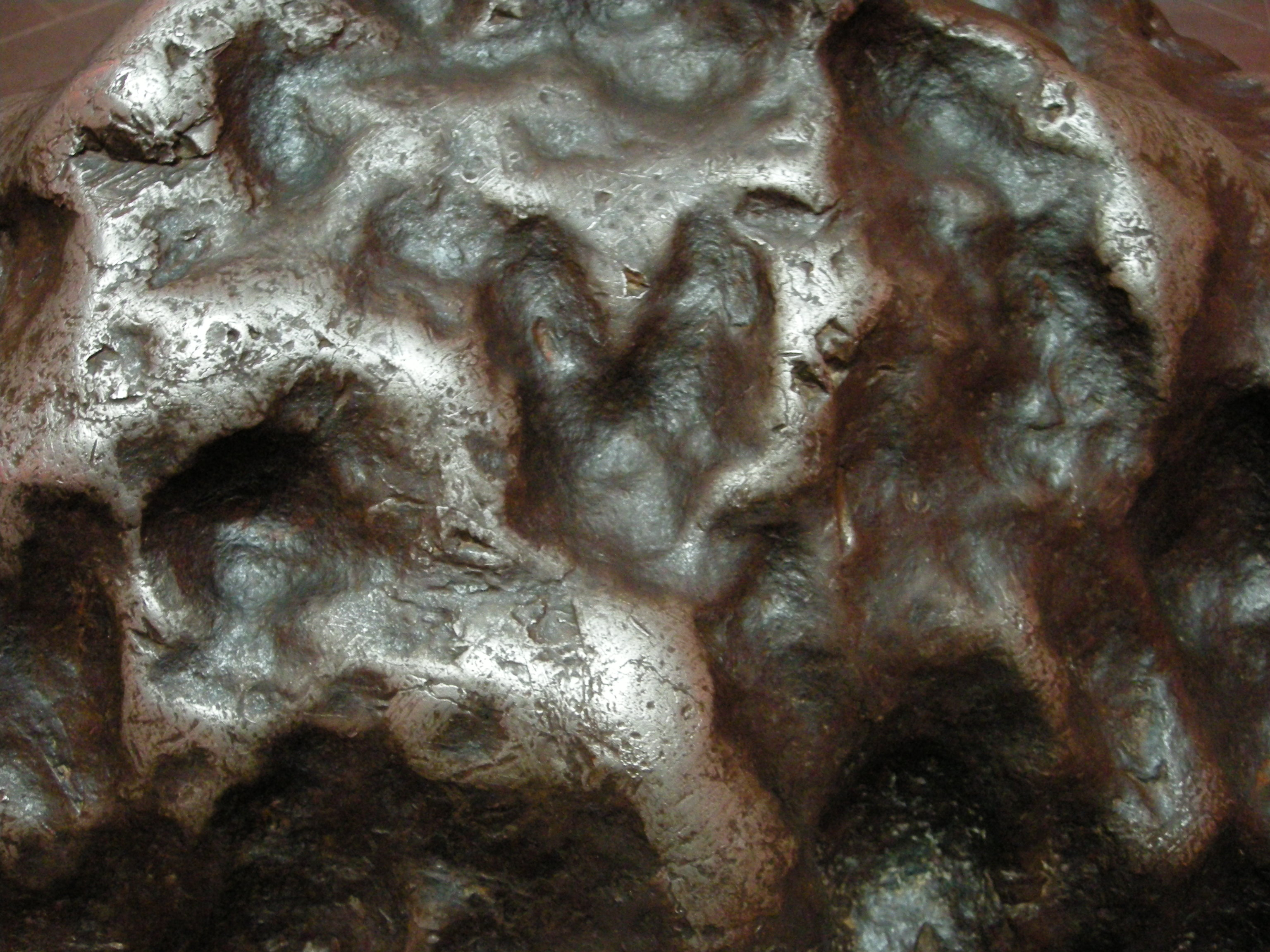
Meteorit von Tamentit
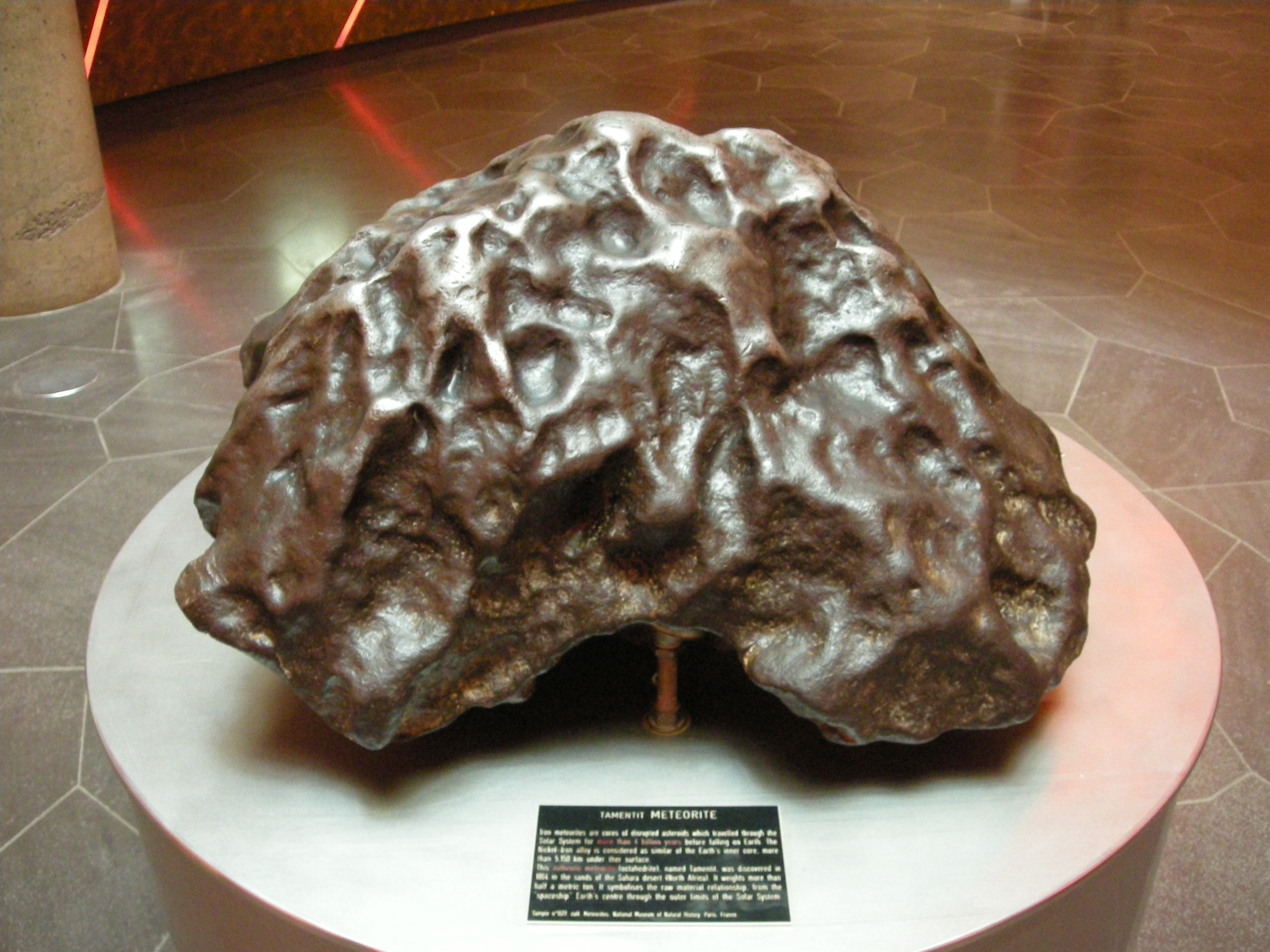
Ausgestellt auf der Vulcania